# WhatsApp
WhatsApp Messenger (o simplemente WhatsApp) es una aplicación de mensajería instantánea para teléfonos inteligentes (aunque también cuenta con versiones para computadora), propiedad de la empresa estadounidense Meta. La aplicación permite enviar y recibir mensajes mediante Internet, además de imágenes, videos, audios, grabaciones de audio (notas de voz), documentos, ubicaciones, contactos, gifs, stickers, así como llamadas y videollamadas con varios participantes a la vez, entre otras funciones. WhatsApp se integra automáticamente a la libreta de contactos, lo que lo diferencia de otras aplicaciones, ya que no es necesario ingresar alguna contraseña o PIN para acceder al servicio.

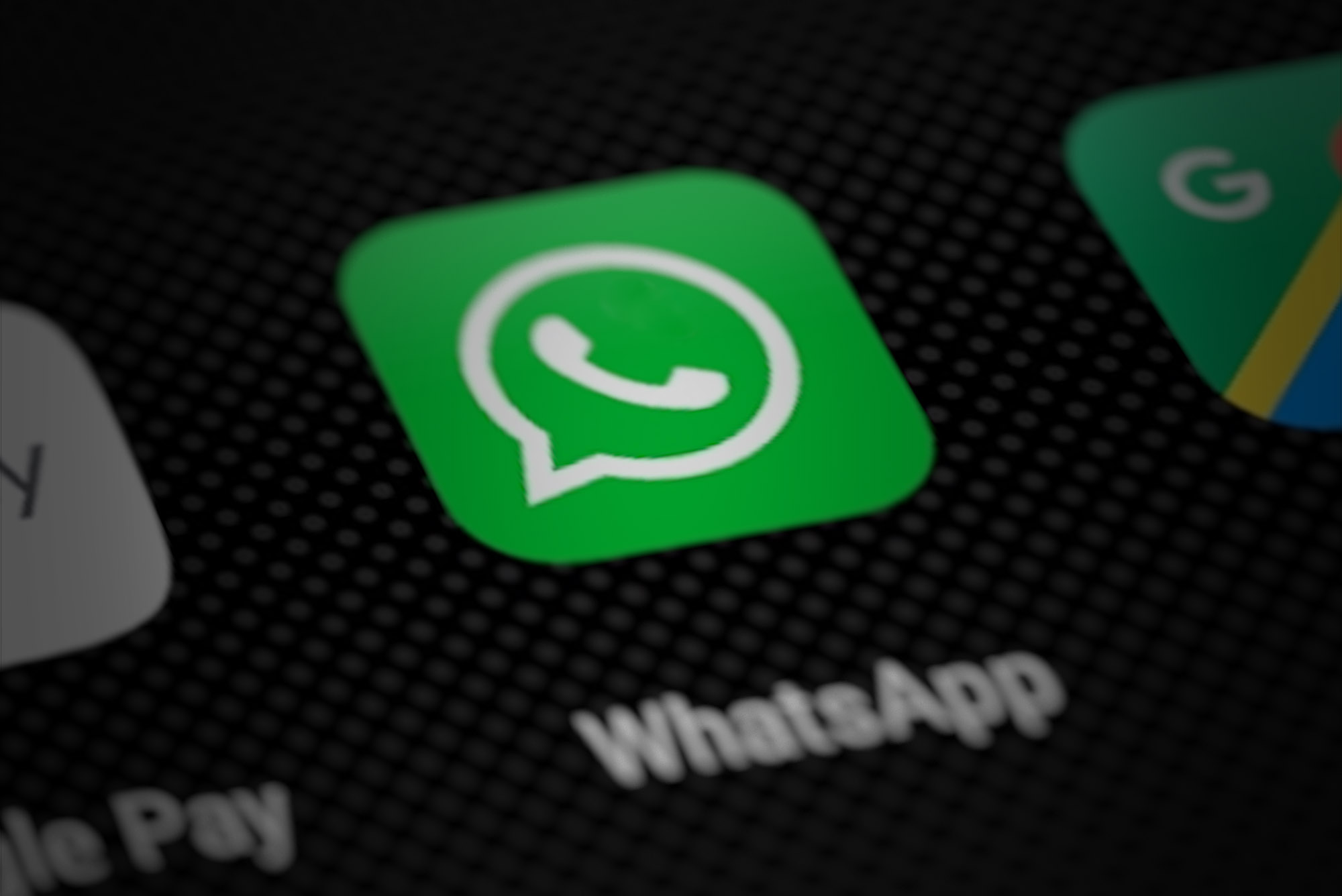
Icono de WhatsApp en un smartphone.

Según datos de principios del año 2023, es líder en mensajería instantánea en gran parte del mundo, en el que supera los 2000 millones de usuarios, superando a otras aplicaciones como Facebook Messenger o Telegram y Line, entre otros.
Si bien la aplicación se lanzó en 2009 principalmente para iOS, y un año después para Android, y al final llegó para Windows, se popularizó masivamente desde el año 2012 aproximadamente, hasta la actualidad. WhatsApp desplazó al servicio de SMS, revolucionando para siempre el servicio de mensajería instantánea gracias a la multiplicación de los teléfonos inteligentes (smartphones) y del acceso a Internet.
El 19 de febrero de 2014, la aplicación fue adquirida por la empresa Meta (en ese entonces llamada Facebook) por 19 000 millones de dólares (de los cuales 12 000 millones correspondían a acciones de Facebook, y el resto, en efectivo). A principios de octubre, se anunció la compra definitiva de WhatsApp por parte de Facebook por el valor de 21 800 millones de dólares. Algunas semanas después de la compra, WhatsApp anunció tener capacidad para realizar videollamadas en el verano del mismo año. El despliegue definitivo de VoIP llegó progresivamente desde 2015 a todas las plataformas móviles.

## Historia

### Inicios (2009-2014)
WhatsApp Inc. fue fundada el 22 de febrero de 2009, por Jan Koum quien originalmente es ucraniano, y que había trabajado anteriormente en las empresas de Adobe y Apple, además de ser el director del equipo de operaciones de plataforma de Yahoo! y el antiguo jefe del equipo de ingenieros de Brian Acton.
Jan Koum había sido marcado por la precariedad en su infancia; apenas se graduó de la escuela secundaria de Misión Viejo en California y después se enlistó como estudiante de matemática y ciencias de la computación en la Universidad Estatal de San José. Incluso admitió en su perfil de LinkedIn que abandonó sus estudios, lo que marca una curiosa similitud con otras personas de Sillicon Valley, como lo son Bill Gates, Steve Jobs y Mark Zuckerberg.
En 1998, fue contratado por Yahoo como ingeniero en operaciones y seguridad, pese a que aún asistía a clases.
Originalmente, WhatsApp era una especie de agenda "inteligente" donde se podía ver qué estaba haciendo cada persona, a fin de saber si estaba disponible para hablar o si era mejor contactar con ella en otro momento a través de SMS, etc. (What's up?, cuyo significado se asemeja a ¿Qué tal?, ¿Qué hay?, ¿Qué pasa? o ¿Cómo te va?), en forma de programar estados específicos a determinadas horas. A diferencia de otras aplicaciones de comunicación, como MSN o Aol, utiliza directamente la información de la libreta de contactos del usuario, evitando crear manualmente nombre de usuario y contraseña. En un principio estuvo disponible solo para BlackBerry y iPhone, y luego para Android en el año 2010. Los estados se podían difundir a todos los contactos o solo unos específicos, simulando un chat o conversación.
Por otro lado, WhatsApp Inc. ha recibido inversiones por valor de 10 millones de dólares por parte de la empresa Sequoia Capital. WhatsApp fue retirado de la App Store el 14 de enero de 2012 durante cuatro días, según algunos, por fallos de seguridad. Esto ha sido desmentido por Brian Acton.
En marzo de 2013, WhatsApp anunció que la versión para Android, gratuita desde su creación, sería de pago por el primer uso; al cabo de 365 días de uso, sería obligatorio volver a pagar para extender el uso del programa un año más. Esto llevó a un progresivo declive de WhatsApp, favoreciendo a otros competidores en los países donde la plataforma Android es dominante, ya que el concepto de pagar por servicios de Internet y aplicaciones es casi inexistente.
"Sin anuncios, sin juegos, sin artilugios", puede leerse en una nota colgada en la pared de sus oficinas.

### Compra por parte Facebook (2014-presente)
El 19 de febrero de 2014, Mark Zuckerberg ―el creador de Facebook― anunció en su perfil personal la compra de la aplicación móvil WhatsApp por un importe total de 19 000 millones de dólares y aclaró que su decisión buscaba ampliar el número de usuarios en Facebook. La operación implicó el desembolso de 4000 millones de dólares estadounidenses en efectivo, 12 000 millones en acciones de Facebook y otros 3 000 millones en acciones RSU (restricted stock unit), una emisión futura similar a la de las opciones sobre acciones.

WhatsApp está en el camino de conectar a mil millones de personas. Los servicios que alcanzan ese hito son de increíble valor.
Mark Zuckerberg, fundador y propietario de Facebook

El fundador de esta sencilla aplicación, Jan Koum, indicó en un comunicado que «la profunda conexión de los usuarios y el rápido crecimiento del servicio han estado impulsados por unas capacidades de mensajería simples, sólidas e instantáneas». Mark Zuckerberg destacó que esta nueva alianza permitirá «un mundo más abierto y conectado».
El 22 de febrero de 2014, tuvo unos fallos a nivel mundial; los responsables de WhatsApp reconocieron la caída del servicio en una cuenta de X (antes Twitter) (@wa_status) dedicada a informar de posibles fallos en la aplicación: «Lo sentimos, estamos experimentando problemas con los servidores. Esperamos estar recuperados y activos pronto». Una hora después de registrarse el problema, Telegram informó también de una sobrecarga en su sistema, tras haber recibido «100 nuevos registros en el servicio por segundo». El día 2 de abril, hubo otro de estos fallos. El 25 de mayo, a las 19 horas, se produjo un breve fallo que volvió a dejar a los usuarios sin servicio durante algo más de una hora.
En marzo de 2015, empezó a correr el rumor sobre una posible actualización en la aplicación que permitiría hacer llamadas de voz por medio de VoIP: esa actualización se distribuyó poco a poco entre los usuarios; suponiendo que para empezar a medir cuánto podrían soportar sus servidores. Finalmente se comenzó a habilitar dicha función por medio de la aplicación, inicialmente para sistemas Android, posteriormente para otros sistemas operativos. Para activarlo solo debían recibir una llamada de algún usuario que ya tuviera el servicio activo. Sin embargo, varios usuarios habrían confirmado haber recibido la actualización sin recibir ninguna llamada, esto hace pensar que probablemente la empresa ya habría estado liberando poco a poco la nueva función. Al igual que el servicio de mensajería, para hacer las llamadas se debe contar con servicio de Internet, ya sea por datos móviles o por medio de una conexión Wi-Fi.
Ese mismo año se lanzó WhatsApp Web, la cual permite utilizar WhatsApp en una computadora, sincronizando el teléfono con ella mediante un código QR. Se puede acceder siguiendo las instrucciones en web.whatsapp.com. En 2016, se habilitó el cifrado de extremo a extremo, lo que impide que supuestamente nadie (ni siquiera la misma empresa) tenga acceso a los contenidos que se envían, solo el emisor y el receptor. Sin embargo, se descubrió un fallo en la seguridad de este, fallo que Facebook conocía.
Tras un mes de ensayos y pruebas usando los denominados beta testers, el 14 de noviembre de 2016 WhatsApp anunció oficialmente el lanzamiento de las videollamadas desde WhatsApp. Cuando salió el servicio, para poder efectuar una videollamada, ambos celulares debían tener actualizada la aplicación.

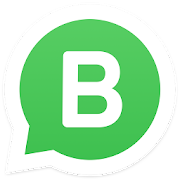
Ícono de WhatsApp Business.

En 2017, WhatsApp anunció sus plataformas WhatsApp Business para la pequeña y mediana empresa y una WhatsApp enterprise solution, la cual permite a grandes empresas dar servicio de atención al cliente a través de la aplicación, bien mediante un agente humano, por un chatbot, o una combinación de las dos. Tanto la aerolínea KLM como Aeroméxico anunciaron que estaban participando en las pruebas del servicio.
En octubre del 2021 se produjo una caída masiva de las aplicaciones de Facebook, Inc. (estas incluyen a WhatsApp, Instagram, Facebook y Facebook Messenger). La caída duró más de 8 horas, una de las más largas de la historia, que también afecto a otras redes sociales (como por ejemplo Telegram, TikTok y X) por la gran demanda de usuarios que se habían cambiado.

## Otras funciones
| Función                                                                                   | Fecha              |
| ----------------------------------------------------------------------------------------- | ------------------ |
| Fotografías/vídeo                                                                         | Diciembre de 2009  |
| Grupos (hasta 10/15 miembros)                                                             | Febrero de 2011    |
| Grupos (hasta 30 miembros)                                                                | Agosto de 2012     |
| Difusión de mensajes                                                                      | Diciembre de 2012  |
| Grupos (hasta 50 miembros)                                                                | Abril de 2013      |
| Mensajes de voz                                                                           | Agosto de 2013     |
| Ocultar hora de "últ vez"                                                                 | Febrero de 2014    |
| Doble Check de "leído"                                                                    | Noviembre de 2014  |
| Llamadas de voz                                                                           | Febrero de 2015    |
| WhatsApp Web                                                                              | Agosto de 2015     |
| Grupos (hasta 256 miembros)                                                               | Febrero de 2016    |
| Cifrado de mensajes                                                                       | Marzo de 2016      |
| Compartir documentos (.pdf, .docx, etc.)                                                  | Marzo de 2016      |
| GIFs                                                                                      | Julio de 2016      |
| Videollamadas                                                                             | Octubre de 2016    |
| Empresas y negocios en WhatsApp y lanzamiento de la API de WhatsApp Business              | 2017               |
| Estados                                                                                   | Febrero de 2017    |
| Ubicación en tiempo real                                                                  | Octubre de 2017    |
| Eliminar mensaje                                                                          | Octubre de 2017    |
| Videollamadas grupales (hasta 4 participantes)                                            | Julio de 2018      |
| Stickers de WhatsApp                                                                      | Febrero de 2019    |
| Modo Oscuro                                                                               | Marzo de 2020      |
| Videollamadas grupales (hasta 8 participantes)                                            | Abril de 2020      |
| Salas mediante Messenger Rooms (hasta 50 participantes)                                   | Mayo de 2020       |
| Añadir contacto mediante código QR                                                        | Mayo de 2020       |
| Mensajes temporales que desaparecen en 7 días                                             | Diciembre de 2020  |
| Llamadas y videollamadas mediante WhatsApp de escritorio de Windows y Mac                 | Marzo de 2021      |
| Mensajes de voz con velocidad configurable                                                | Mayo de 2021       |
| Volverse a unir a una videollamada en curso                                               | Noviembre de 2021  |
| Modo multidispositivo de hasta 4 sesiones en WhatsApp Web sin tener conectado el teléfono | Marzo de 2022      |
| Lanzamiento de la API de la Nube de WhatsApp Business                                     | Mayo de 2022       |
| Reacciones en mensajes                                                                    | Julio de 2022      |
| Comunidades                                                                               | Octubre de 2022    |
| Eliminar mensaje para todos después de 2 días                                             | Julio de 2022      |
| Compartir videos con audio circulares para la versión Beta pro                            | Julio de 2022      |
| Compartir documentos (2 GB de tamaño máximo)                                              | Octubre de 2022    |
| Avatares                                                                                  | Diciembre de 2022  |
| Compartir videos con audio circulares para todos los usuarios                             | Marzo de 2023      |
| Editar mensajes enviados por el usuario                                                   | Junio de 2023      |
| Notas de video                                                                            | Julio de 2023      |
| Canales                                                                                   | Septiembre de 2023 |
| Integración con ChatGPT                                                                   | Diciembre de 2024  |
| WhatsApp para ipad OS Beta                                                                | Mayo de 2025       |

## Esquema de precios
WhatsApp es una aplicación de descarga gratuita en todas las plataformas en las que está disponible. En sus comienzos, tenía un periodo de prueba en 365 días, tras lo cual se bloqueaba, hasta que se hubiera abonado un pago por el servicio.
Históricamente, en iOS no tenía esta cuota anual: la descarga costaba un euro y esto cubría todo el periodo de 365 días. Desde marzo de 2013, WhatsApp anunció que unificaba el precio de la suscripción en todas las plataformas y solicitó el pago obligatorio para aquellos que habían terminado el período de prueba.
En enero de 2016, el cofundador de WhatsApp, Jan Koum, confirmó que la compañía no exigirá el pago anual de 1 dólar para utilizar el chat móvil.

## Disponibilidad
La aplicación está disponible para los sistemas operativos iOS, Android, BlackBerry OS, KaiOS, así como para las múltiples variantes de Symbian y Asha (antes llamado S40), consideradas como plataformas obsoletas tanto por otros desarrolladores como por la propia Nokia. Tiene una versión web, la cual se puede acceder leyendo un código QR con su dispositivo Android, Windows Phone, IPhone y BlackBerry. La versión web es accesible para los navegadores de Google Chrome y Firefox.
El 21 de enero de 2015, se lanzó la versión en pruebas de WhatsApp Web: al principio, el servicio únicamente estaba disponible para Android, Windows Phone, BlackBerry, BlackBerry 10 y Symbian (S^3 y superiores); adicionalmente, solo era accesible desde Google Chrome, Opera (desde el 26 de febrero de 2015), Firefox y Safari. Es posible acceder a este servicio a través de la página web.whatsapp.com y entrar a la sección del mismo nombre del servicio (WhatsApp Web) escaneando el código QR que da la página.
Para poder utilizar esta función, es necesario tener instalada la versión 2.11.498 o posterior de WhatsApp. Posteriormente, para que sea efectivo en la computadora (o tablet, ya que al poseer navegadores también se podría configurar WhatsApp Web en una de ellas), se debe tener instalado el navegador Google Chrome, Firefox u Opera y escanear un código QR en el sitio web. Después, se debe abrir la app desde el teléfono celular y, en ajustes, acceder al menú WhatsApp Web y, una vez sincronizados los datos, estará listo para ser usada para la PC.

## Especificaciones técnicas
WhatsApp utiliza una versión personalizada del protocolo abierto Extensible Messaging and Presence Protocol. Al ser instalado, crea una cuenta de usuario utilizando su número de teléfono como nombre de usuario (Jabber ID: número de teléfono @s.whatsapp.net). La versión de Android usa un hash MD5 del IMEI invertido como contraseña, y la versión de iOS un hash MD5 de la dirección MAC del teléfono duplicada.
Los mensajes de imagen, audio o vídeo se envían subiendo dicho contenido a un servidor HTTP y enviando un enlace al mismo, junto a una miniatura codificada en Base64 (si es aplicable).
WhatsApp se sincroniza con la agenda del teléfono, por lo que no es necesario que los usuarios agreguen sus contactos en una agenda separada. Como todos los usuarios están registrados con su número de teléfono, el software lista automáticamente todos los usuarios de WhatsApp entre los contactos.

## Actualizaciones en el uso
WhatsApp es una aplicación de mensajería que se va actualizando por cortas temporadas para que los usuarios vean nuevas mejoras en la aplicación móvil.

### WhatsApp Web
La aplicación móvil también tiene una versión para ordenadores, la cual se puede conectar a la cuenta del móvil mediante un código de barras o una contraseña. Así, los usuarios pueden mantener la sesión iniciada en su ordenador y recibir en el mismo todos los mensajes, además de cargar conversaciones y archivos previos. En marzo de 2021, se dio a conocer que la app de escritorio incorporaba las llamadas y videollamadas entre dos usuarios. En agosto de 2022 se anunció el lanzamiento de una app nativa para Windows.
En diciembre de 2024, la app de escritorio recibió un rediseño, optimizando la pestaña de llamadas para facilitar el acceso a iniciar llamadas, crear enlaces o marcar números directamente. El objetivo de estas mejoras es competir frente a plataformas como Google Meet y Zoom, especialmente luego de que WhatApp admitiera hasta 32 participantes en videollamadas e incluye funciones como compartir pantalla con soporte de audio y un foco en el orador para mejorar la interacción durante reuniones más grandes.

### Sonido de las notificaciones
En función de los diferentes contactos, los usuarios pueden seleccionar distintos tonos de llamada. Por lo tanto, se pueden personalizar los sonidos de llegada de mensaje.

### Sistema de la interacción entre receptores
La primera versión de WhatsApp permitía a los usuarios ver si los receptores de sus mensajes habían visto los mensajes, a qué hora y cuál era la última hora a la que se habían conectado. Esa primera interacción fue variando de modo que actualmente los usuarios pueden elegir si sus contactos ven su hora de conexión y si han recibido los mensajes. No obstante, cuando un usuario está en línea, todos sus contactos lo ven.
Además, en cuanto a los contactos no registrados, WhatsApp permite a los usuarios privatizar sus datos (la foto de perfil y el estado), para que, hasta que el usuario no asegure que acepta la conversación con este otro usuario desconocido, se desactiva la seguridad automática y el cifrado de extremo a extremo de WhatsApp ya está disponible, de manera que esta persona puede acceder a los datos personales de la otra.
En cuanto a la interacción no deseada, los usuarios tienen la opción de "Bloquear" un contacto, de modo que esta persona podrá escribirle a la otra mensajes, pero no llegarán al destinatario. Además, la persona bloqueada tampoco podrá acceder a los datos del otro usuario ni realizar videollamadas o llamadas desde la aplicación.

### Tipos de mensajes
WhatsApp no es solo una aplicación de mensajería, pues permite otro tipo de comunicaciones interactivas. Una de las más importantes son los audios. Además de las fotos, vídeos, ubicación, documentos y contactos, WhatsApp permite enviar audios grabados instantáneamente entre los usuarios. La duración de los audios es ilimitada; además, en las últimas actualizaciones se ha desarrollado un sistema de "manos libres" mediante el cual tan solo con pulsar y arrastrar una vez hacia arriba el botón de audio, el usuario ya no tiene que mantenerlo pulsado más tiempo.
En julio de 2022, WhatsApp Beta Pro lanzó la función que permite enviar mensajes combinados de audio y video en un solo archivo. Esta actualización empezó a desplegarse a principios de ese mes, permitiendo a los usuarios combinar audio y video en un solo mensaje, lo que facilita una comunicación más rica y dinámica. La versión Beta Pro inició en julio de 2022 y fue actualizada para todos los usuarios a partir de marzo de 2023.
Otra de las actualizaciones en mensajería empleadas son los emoticones. Estos vienen incluidos en el teclado de los dispositivos móviles y se pueden utilizar para cualquier otra aplicación de mensajería. Los emoticones varían en función del dispositivo móvil que se trate (Android, IOS, etc.). La última actualización dentro de esta rama son los stickers, emoticones que aparecen como "pegatinas" en la conversación y tienen la misma función que los emoticones; también son inmóviles.
Por último, WhatsApp permite enviar Gifs. Dentro de las opciones del teclado, aparece la opción de enviar Gifs, formada por un buscador en el que los usuarios escriben palabras clave que la aplicación reacciona con determinados Gifs, los cuales pueden escoger los usuarios y enviar a los receptores.

### Grupos y difusiones
WhatsApp permite la interacción de un gran grupo de personas a la vez mediante los grupos. Los grupos de WhatsApp pueden ser creados por cualquier usuario, y el usuario que los crea tiene también la capacidad de nombrar creadores del grupo a otros contactos, los cuales podrán eliminar o agregar personas a ese grupo. El máximo de usuarios en un grupo de WhatsApp es de 256, y no existe un mínimo.
En cuanto a las difusiones, su objetivo es transmitir un mensaje por privado a un conjunto de usuarios (y grupos), que son fácilmente seleccionados. Las difusiones tienen la función de ahorrar tiempo en el reenvío uno por uno de un mismo mensaje a un gran grupo de contactos.

### Mensajes temporales
En diciembre de 2020, WhatsApp incluyó la función de mensajes temporales. Los chats que hayan activado esta función, eliminarán los mensajes escritos y compartidos pasados 7 días. No obstante, desde la compañía advirtieron que dichos mensajes podrían ser copiados o capturados por el receptor, por lo que únicamente se debería usar dicha función con personas y grupos de confianza.
En cuanto al contenido multimedia, será eliminado del chat pero no del dispositivo, por lo que vídeos y fotografías continuarán estando disponibles en el almacenamiento del teléfono.

### Multidispositivo
A partir de abril de 2023, se podrá utilizar hasta en 4 dispositivos diferentes en una sola cuenta.

### Canales
Se trata de una alternativa similar a los canales de Telegram, con la que WhatsApp busca convertirse en una aplicación donde puedan difundirse noticias y actualidad. Los canales de WhatsApp son un sistema que permite difundir mensajes públicos a grandes audiencias. De esta manera, se espera que tanto empresas como celebridades o medios de comunicación tengan un nuevo método para poder informar a sus seguidores. Se trata de una forma de comunicación unidireccional, lo que quiere decir que los administradores de los canales podrán escribir en ellas, pero los demás usuarios no pueden escribir nada.
Los canales son una mezcla de grupo de usuarios de aplicación de mensajería y perfil de red social. Un canal puede estar administrado por una o varias personas, y luego el resto de usuarios pueden seguir a los canales que les interesen para mantenerse informados con el contenido que estos comparten. Hay una pestaña específica para ellos donde se encuentran las últimas actualizaciones y mensajes en los canales, que permanecerán separados de los chats normales en un sitio diferente. Cuando entres en un canal, podrás ver todo lo que los administradores escriben en él, que lo harán con el nombre que tenga el canal, y no con cuentas particulares. Como lector de un canal solo podrás leer, reaccionar y compartir los mensajes, pero no podrás escribir ni dejar comentarios.
Entrar a uno de los canales, permite ver todos los mensajes que se envían a través de él. Como lector, solo se puede compartir los mensajes o dejar reacciones. También se puede ver el total de seguidores de cada canal y el total de reacciones por cada mensaje.

### Integración con ChatGPT
En diciembre de 2024 se anunció la integración de ChatGPT con Whatsapp, permitiendo a los usuarios interactuar con la inteligencia artificial de OpenAI directamente desde la aplicación de mensajería. Esta colaboración entre OpenAI y Meta facilita el acceso a ChatGPT sin necesidad de descargar una aplicación adicional.
Para comenzar a utilizar ChatGPT en WhatsApp, los usuarios deben seguir estos pasos:
1. Agregar el número +1 (1) (800) 242-8478 a sus contactos.
2. Para usuarios en Estados Unidos, el número es simplemente 1-800-242-84784.
3. Iniciar una conversación con el nuevo contacto en WhatsApp.

La versión de ChatGPT para WhatsApp ofrece una experiencia más accesible, pero con algunas limitaciones comparadas con la aplicación completa:
- No puede realizar búsquedas en tiempo real en internet.
- No permite el análisis de imágenes.

## Críticas y controversias

### Cuestiones de seguridad
En mayo de 2011, se informó de un fallo de seguridad en WhatsApp que dejó las cuentas de los usuarios expuestas a robo. Según algunas fuentes, se cree que esta modificación fue realizada, y más tarde reparada, gracias a Liroy van Hoewijk, directivo de CorelSP.net que ayudó a WhatsApp a reproducirla en Android y Symbian.[cita requerida]
Desde mayo de 2011 se ha informado que las comunicaciones mediante WhatsApp no están cifradas y los datos se reciben en texto sin formato, lo cual significa que los mensajes pueden leerse fácilmente si se dispone de los paquetes enviados. En mayo de 2012, investigadores expertos en seguridad publicaron que tras las nuevas actualizaciones, WhatsApp ya no enviaba los mensajes en texto sin formato.[cita requerida]
En septiembre de 2011 salió una nueva versión de la aplicación WhatsApp Messenger para iPhones. En esta nueva versión la empresa desarrolladora ha cerrado cierto número de agujeros críticos de seguridad que permitían enviar mensajes falsos y que los mensajes enviados desde cualquier usuario de WhatsApp se pudieran leer.
El 6 de enero de 2012, un hacker desconocido publicó un sitio de internet (WhatsAppStatus.net) que permitía cambiar el estatus de cualquier usuario de WhatsApp del que se conociera el número de teléfono. Para hacerlo funcionar solamente se precisaba reiniciar la aplicación. Según el hacker, este es solamente uno de los asuntos preocupantes de la seguridad en WhatsApp. El 9 de enero de 2012, WhatsApp informó que había implementado una solución definitiva. En realidad, la única medida que se tomó fue la de bloquear la dirección IP de la página web. Como respuesta se puso a disposición para su descarga una herramienta para Windows que facilitaba la misma funcionalidad. Este problema no se ha solucionado hasta ahora. La primera notificación del problema fue recibida por WhatsApp en septiembre de 2011.[cita requerida][actualizar]
El 13 de enero de 2012, WhatsApp fue retirado del App Store, sin que se diese a conocer el motivo. La aplicación se volvió a incluir cuatro días después.[cita requerida]
Usando WhatsAPI, el blog alemán The H demostró cómo tomar cualquier cuenta de WhatsApp el 14 de septiembre de 2012. A continuación, WhatsApp Inc. respondió con una amenaza legal a los desarrolladores de WhatsAPI, forzándoles a dar de baja el código fuente.
En febrero de 2014, el director de la oficina alemana de regulación de la privacidad, Thilo Weichert, desaconsejó el uso de WhatsApp por no estar sujeto a la legislación europea en materia de seguridad y privacidad de la información, al quedar desprotegidos los datos de los usuarios.

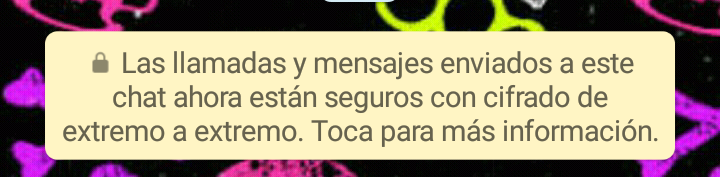
Notificación de WhatsApp en Android al iniciar un nuevo chat, indicando que los mensajes enviados al mismo estarán seguros con el cifrado de extremo a extremo.

A partir de abril de 2016, WhatsApp comenzó a implementar el cifrado de extremo a extremo. Ahora cada chat tiene una única clave de cifrado; además, WhatsApp permite confirmar el código de cifrado entre los miembros del chat, asegurando que ni ellos ni terceros podrán leer los mensajes ni ver los archivos que se envían entre los usuarios, aunque WhatsApp puede visualizar cuándo fueron enviados, recibidos y vistos los mensajes. Sin embargo, el grupo de ciberactivistas Anonymous declaró en su cuenta de X: "No se emocionen con el cifrado de WhatsApp, probablemente ya tienen una puerta trasera, siguen siendo propiedad de Facebook (colaborador del gobierno)".[cita requerida]
A día de hoy, WhatsApp continúa con varios exploits que ponen en cuestión la confidencialidad de los mensajes. Este tipo de exploits no se publican de forma abierta para evitar que los hackers hagan uso de ellos, perjudicando a millones de usuarios. Otro problema que se suele presentar, y que entraña un gran riesgo, es dejar una sesión de WhatsApp Web abierta en un dispositivo ajeno. Hasta mediados de mayo de 2016 WhatsApp no tomó cartas en el asunto, intentando paliar la situación con algunas soluciones como las notificaciones permanentes que avisan de la existencia de sesiones activas en WhatsApp Web.
Una vulnerabilidad conocida de WhatsApp Web es la de interceptación y modificación de mensajes: un usuario X manda un mensaje a un usuario Y, el usuario Y cita el mensaje pero modificando el mensaje citado a su antojo, a través de la interfaz de WhatsApp Web, al responder el usuario X visualiza un mensaje citado modificado por el usuario Y, el usuario Y pone en palabras del usuario X algo que realmente no ha dicho.[cita requerida]
En enero de 2021, WhatsApp anunció una actualización de la política de privacidad que establece que WhatsApp compartirá los datos del usuario con Facebook y su "familia de empresas" a partir de febrero de 2021. Anteriormente, los usuarios podían optar por no compartir dichos datos, pero la nueva política elimina esta opción. La nueva política de privacidad no se aplica dentro de la UE, ya que es ilegal bajo GDPR. Facebook y WhatsApp han sido ampliamente criticados por esta medida, lo cual generó un éxodo masivo hacia otras alternativas de mensajería como Telegram o Signal.

## Controversias y crítica

### Desinformación
WhatsApp ha establecido en varias ocasiones restricciones al reenvío de mensajes como respuesta a la difusión de información falsa en países como India y Australia. Esta medida, implementada inicialmente en 2018 para combatir el spam, fue reforzada y continuó vigente en 2021. Según la plataforma, estos límites contribuyeron a reducir la propagación de desinformación relacionada con la COVID-19.

#### Asesinatos en la India
En India, WhatsApp alentó a las personas a denunciar mensajes fraudulentos o que incitaban a la violencia después de que turbas de linchamientos en India asesinaran a personas inocentes debido a mensajes maliciosos que acusaban falsamente a las víctimas de intentar secuestrar a niños.  Hubo una serie de incidentes entre 2017 y 2020, después de los cuales WhatsApp anunció cambios para los usuarios indios de la plataforma que etiquetan los mensajes reenviados como tales. 

#### Elecciones de 2018 en Brasil
En una investigación sobre el uso de las redes sociales en la política, se descubrió que WhatsApp estaba siendo utilizado para la difusión de noticias falsas durante las elecciones presidenciales de 2018 en Brasil .  Se informó que se gastaron 3 millones de dólares en contribuciones ocultas relacionadas con esta práctica. 
Investigadores y periodistas pidieron a la empresa matriz de WhatsApp, Facebook, que adopte medidas similares a las adoptadas en la India y restrinja la propagación de bulos y noticias falsas. 

### Seguridad y privacidad
WhatsApp fue inicialmente criticado por su falta de cifrado, enviando información como texto sin formato .  El cifrado se agregó por primera vez en mayo de 2012.    El cifrado de extremo a extremo se implementó por completo recién en abril de 2016, después de un proceso de dos años. Dede septiembre del 2021, se sabe que WhatsApp hace un uso extensivo de contratistas externos y sistemas de inteligencia artificial para examinar ciertos mensajes, imágenes y vídeos de los usuarios (aquellos que han sido marcados por los usuarios como posiblemente abusivos); y entrega a las fuerzas del orden metadatos que incluyen información crítica sobre la cuenta y la ubicación. 